# Ekkehardiner

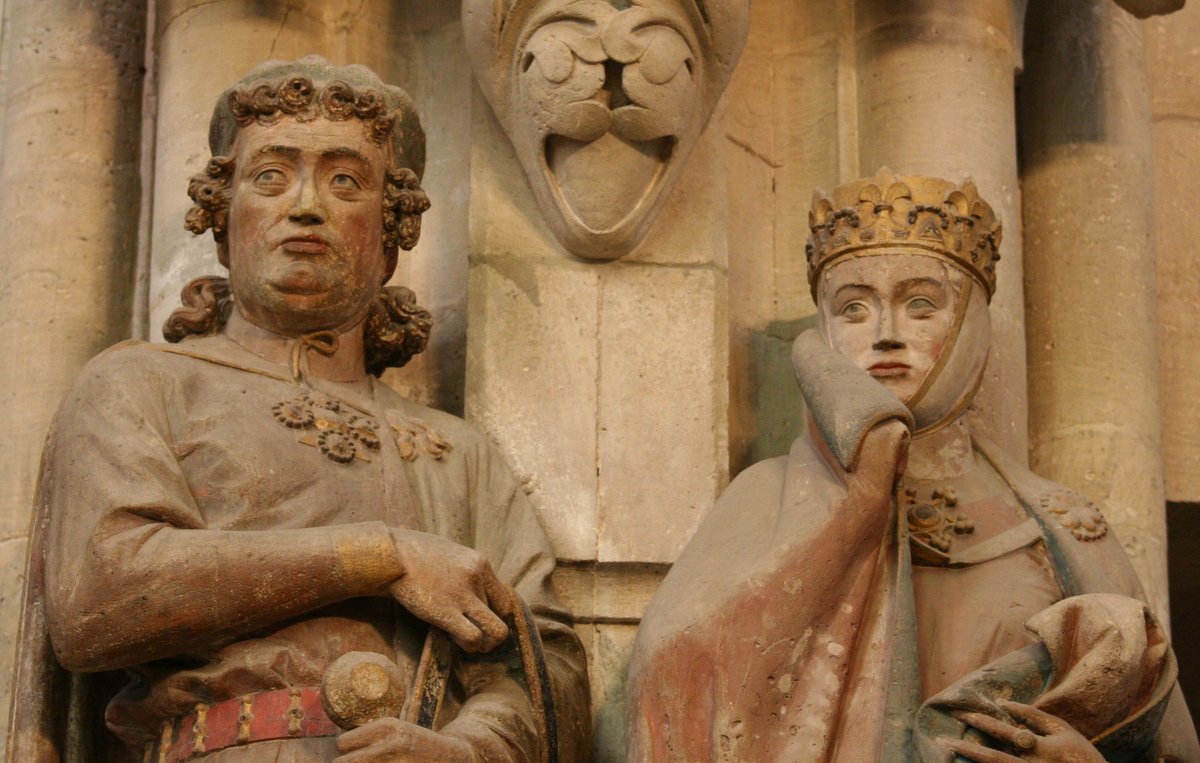
Figuras de Ecardo II de Meissen y Uta.

Los Ekkehardiner fue una familia noble alemana de la región de Turingia. De 985 hasta su extinción en 1046, desempeñaron el cargo de Margrave de Meissen.

## Origen
El origen de los Ekkehardiner o, por lo menos, un castillo importante de la familia en la zona de Saale-Unstrut-Raum, fue localizado en la orilla occidental del Unstrut en el Kapellenberg en Kleinjena (en 1258 se le llama Teutonica Ihene, Deutschen Ihen, Deutsch Jena). La ubicación de su propiedad hereditaria, por el contrario, los unió firmemente a Turingia, pero por otro lado también dirigieron sus intereses hacia el este, hacia la zona de asentamiento alemana en zona eslava (Großjena, anteriormente llamada Wendisch Jena, "Jena wenda"). El enterramiento de Ecardo I en la urbs Gene aún se utiliza hoy como argumento de su tribu Großjena o Kleinjena (1002 urbe, quae Geniun dicitur, 1033 urbs geni). Así, en la crónica del reino Annalista Saxo, se dice que en 1002 Ecardo in sua urbe nomine Gene in parrochia Mogontiensi in loco ubi Sala et Unstrod confluunt, sepeliri fecit ("Le hicieron sepultar en su ciudad de Gene en la parroquia de Maguncia en el lugar donde confluyen el Saale y el Unstrut").
Sobre la base del nombre propio del líder, Ekkehard ("Ecardo") Eduard Hlawitschka concluye que los Ekkehardiner fueron una rama lateral de la dinastía sajona: Ecardo (m. probablemente el 30 de agosto de 954) podría ser un hijo del Ecardo caído en 936, quien a su vez fue el nieto del duque sajón Otón el Ilustre. Sin embargo, las fuentes no mencionan ninguna relación de parentesco.

## Margraves de Meissen
- Gunter (965-982)
- Ecardo I (985-1002)
- Gunzelin (1002-1009)
- Germán I (1009-1038)
- Ecardo II (1038-1046)